# Draudtiana castanea
Draudtiana castanea är en fjärilsart som beskrevs av Turati 1933. Draudtiana castanea ingår i släktet Draudtiana och familjen nattflyn. Inga underarter finns listade i Catalogue of Life.